# 33703 Anthonyhill
33703 Anthonyhill è un asteroide della fascia principale. Scoperto nel 1999, presenta un'orbita caratterizzata da un semiasse maggiore pari a 2,6127291 UA e da un'eccentricità di 0,0912151, inclinata di 5,23206° rispetto all'eclittica.